# Els Demòcrates (Israel)
Els demòcrates (hebreu: הדמוקרטים‎) és un partit polític progressista d'Israel, format per la fusió del Partit Laborista d'Israel i Mérets el juliol de 2024. Està dirigit per Yair Golan, que era el líder del Partit Laborista abans de la fusió i anteriorment havia exercit com a diputat de la Unió Democràtica abans d'unir-se a Mérets.

## Història

### Context previ
En les eleccions legislatives israelianes de 2022, el partit d'esquerres Mérets va aconseguir només el 3,16% dels vots sense superar, per primera vegada, el llindar electoral (3,25%) necessari per optar als escons a la Kenésset, mentre que el Partit Laborista aconseguí entrar-hi però només amb un 3,6% dels vots i quatre escons, el seu pitjor resultat. El líder laborista Merav Michaeli va ser criticat per haver-se negat a signar un pacte electoral amb Mérets, atès que el mal resultat del partit va contribuir al fracàs del bloc anti-Netanyahu per aconseguir prou escons per impedir que Binyamín Netanyahu formés govern.
Les negociacions entre els laboristes i Mérets van començar després de les eleccions de 2022, amb el secretari general del partit Mérets, Tomer Reznik, i l'exdiputat de Mérets, Michal Rozin, encapçalant les negociacions en nom del seu partit i els diputats laboristes Gilad Kariv i Naama Lazimi en nom del Partit Laborista, amb Yair Golan incorporant-se posteriorment a les negociacions (després de les seves accions el 7 d'octubre quan va rescatar diverses persones).
Les enquestes fetes al llarg del 2023 i el 2024, durant els mesos anteriors a les eleccions primàries pel lideratge laborista, suggerien que en les properes eleccions legislatives els laboristes podien no superar el llindar electoral del 3,25% i quedar fora de la Kenésset, mentre que es preveia que Mérets el superés i aconseguís quatre escons. Enquestes fetes al juny abans de l'acord de fusió projectaven que si les parts es presentaven juntes, obtindrien més de deu escons.
Golan va llançar la seva campanya pel lideratge del Partit Laborista a principi de març de 2024 en una plataforma que pretenia la unió dels laboristes, Mérets i altres organitzacions i va anunciar la formació dels Demòcrates el 18 de març de 2024, exposant la seva visió per a una alternativa al govern de Netanyahu i demanant unes eleccions anticipades a la Kenésset. Golan va ser escollit líder laborista amb una gran victòria el 28 de maig de 2024.

### Anunci i aprovació de la fusió
El 30 de juny, les dues parts van anunciar conjuntament que havien acordat fusionar-se.
Segons un comunicat de premsa, la fusió "no és un bloc tècnic, sinó més aviat un procés històric que produeix, finalment, un partit gran i unit, un partit sionista liberal-democràtic que serà una llar política per a bona part de la població israeliana". Segons l'acord de fusió, hi haurà un representant de Mérets per cada quatre llocs de la llista electoral del nou partit, així com dels òrgans del partit, i també hi haurà representació de les faccions municipals de Mérets. Golan digué que el partit volia ser una "casa àmplia per al públic liberal-democràtic a Israel". Golan rebrà dos llocs a la llista entre els deu primers. L'acord de representació només serà vigent per a les properes eleccions, després de les quals la llista electoral del partit i els membres dels òrgans de representació seran escollits per primàries del partit. L'acord designava el líder del Partit Laborista Yair Golan com a líder i president del nou partit.
Una convenció formada per delegats tant del Partit Laborista com de Mérets i també representants de les protestes contra la reforma judicial israeliana de 2023 va aprovar la fusió el 12 de juliol de 2024 a Tel-Aviv.
Segons l'acord, Mérets i el Partit Laborista continuen com a entitats corporatives i pressupostàries separades, i les seves faccions a la Histadrut, els consells municipals i altres òrgans externs a la Knesset no es fusionaran en aquesta fase, sinó que cooperaran.

## Líders
| Líder | Líder | Líder      | Inici | Final        |
| ----- | ----- | ---------- | ----- | ------------ |
|       |       | Yair Golan | 2024  | En el càrrec |